# بروش للمكائن الإلكترونية

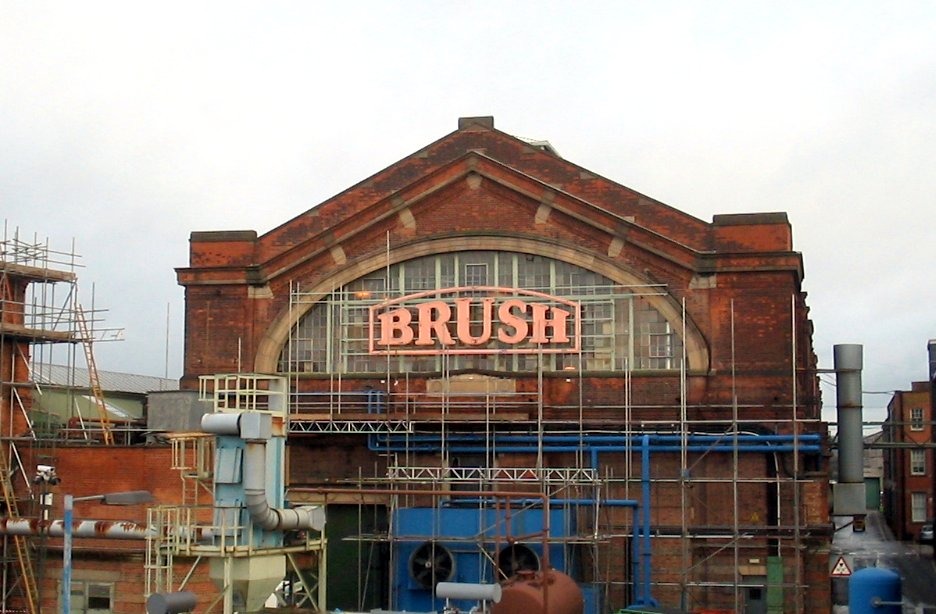
معمل شركة بروش في لوفبرا ، المملكة المتحدة.

تعد شركة بروش للمكائن الالكترونية شركة مصنعة للمولدات الكهربائية المستعملة في الالات المعتمدة على التوربينات الغازية والتوربينات البخارية. يقع المكتب الرئيسي في مدينة لوفبرا في ليسترشاير، المملكة المتحدة.

## التاريخ
أسس تشارلز فرانسيس بروش، المولود في كليفلاند، أوهايو عام 1849 ، شركة بروش للاضواء الكهربائية، التي ظلت تعمل في الولايات المتحدة حتى عام 1889 إلى ان تم دمجها في شركة توماس-هيوستن مما جعل تشارلز بروش رجلًا ثريًا.
في عام 1880 ، تأسست شركة بروش الأنجلو الأمريكية الكهربائية في لامبيث، لندن. كان تشكيلها لاستعمال اختراع تشارلز بروش لأول دينامو كهربائي في عام 1876.
ومع نمو الأعمال، وبسبب الطلب على الأجهزة الكهربائية الجديدة، تم البحث عن مباني أكبر، وفي عام 1889 انتقلت الشركة 100 ميل شمالًا إلى مصانع شركة محركات فالكون في مدينة لوفبرا تحت الاسم الجديد للشركة، شركة بروش للهندسة الالكترونية المحدودة.
في عام 1914 ، بدأت الشركة في تصنيع التوربينات البخارية لينغستورم بموجب ترخيص.
على مدى السنوات الستين التالية، نمت أعمال الشركة من خلال عمليات الاستحواذ، حتى عام 1957 ، تم دمج شركات تشارلز بروش في مجموعة هوكر سيديلي. ضمن المجموعة، قامت الشركة بتصنيع مجموعة واسعة من المنتجات الكهربائية، بما في ذلك مولدات توربو، وآلات القطب البارز، والمحركات الحثية، ومحركات ومولدات الجر، وقاطرات الجر، والمفاتيح الكهربائية، والمحولات والصمامات.
في نوفمبر 1991 ، خضعت مجموعة هوكر سايدلي إلى عرض استحواذ معادٍ بقيمة 1.5 مليار جنيه إسترليني من شركة بي تي ار العملاقة. كان العرض مميزا لذلك أصبحت شركات بروش جزءًا من مؤسسة بي تي ار.
في نوفمبر 1996، استحوذت مجموعة شركات اف كاي أي على مجموعة هوكر سيديلي للطاقة الكهربائية من بي تي ار بسعر 182 مليون جنيه إسترليني.
في 1 يوليو 2008 ، أكملت شركة ميرلوز للصناعات الاستحواذ مع اف كاي أي. حيث تعتبر ميرلوس مستثمر متخصص في الصناعة التحويلية، وهي مسجلة الآن في بورصة لندن.
خلال الـ 125 عامًا الماضية، عملت العديد من شركات بروش في موقع مصانع فالكون، ولكن طوال هذه الفترة كانت شركة بروش للمكائن الالكترونية لتصنيع المولدات والمحركات دائمًا أكبر شركة. تم توظيف أكثر من 5000 موظف في موقع العمل خلال الستينيات والسبعينيات. يتم تصنيع المنتجات التالية بواسطة شركة بروش:
- مولدات توربو تبرد بالهواء بقدرات من 20 إلى 300 ميجا فولت أمبير.
- المحركات التوربينية من 10 إلى 100 ميجاوات.
- معدات التحكم المصاحبة للمحركات.

في عام 2018 ، انتقل جميع الإنتاج إلى جمهورية التشيك مما تسبب في إغلاق مصنع مدينة لوفبرا.

## صناعة الطائرات
في عام 1915 ، كانت بروش للمكائن الالكترونية واحدة من عدد من الشركات التي تم اختيارهن من قبل البحرية الملكية البريطانية لتلقي طلبات الطائرات لتلبية الاحتياجات المتزايدة للقوات البحرية الملكية البريطانية. أكملت شركة بروش 650 طائرة بنهاية عام 1919، بما في ذلك 400 طائرة من نوع أفرو 504, و 142 طائرة من نوع 148 القصير. كما قامت ببناء طائرات من نوع دي هافيلاند دراغون رابيد خلال الحرب العالمية الثانية، واستولت على الإنتاج من شركة دي هافيلاند في عام 1943. حيث تم بناء 346 طائرة (47.5 ٪ من إجمالي العدد المنتج) بحلول الوقت الذي انتهى فيه الإنتاج في عام 1945. 

## روابط خارجية
- موقع بروش للماكينات الكهربائية
- Clippings about Brush Electrical Machines
- مجموعة من الوثائق / الصور التاريخية حول أصول شركات الفرشاة في الولايات المتحدة والمملكة المتحدة